# Liste der Kulturdenkmäler in Morles
Die folgende Liste enthält die in der Denkmaltopographie ausgewiesenen Kulturdenkmäler auf dem Gebiet des Ortsteils Morles der Gemeinde Nüsttal, Landkreis Fulda, Hessen.
Hinweis: Die Reihenfolge der Denkmäler in dieser Liste orientiert sich an der Anschrift, alternativ ist sie auch nach der Bezeichnung, der vom Landesamt für Denkmalpflege vergebenen Nummer oder der Bauzeit sortierbar.
Kulturdenkmäler werden fortlaufend im Denkmalverzeichnis des Landes Hessen durch das Landesamt für Denkmalpflege Hessen auf Basis des Hessischen Denkmalschutzgesetzes (HDSchG) geführt. Die Schutzwürdigkeit eines Kulturdenkmals hängt nicht von der Eintragung in das Denkmalverzeichnis des Landes Hessen oder der Veröffentlichung in der Denkmaltopographie ab.

Das Vorhandensein oder Fehlen eines Objekts in dieser Liste ist keine rechtsverbindliche Auskunft darüber, ob es Kulturdenkmal ist oder nicht: Diese Liste entspricht möglicherweise nicht dem aktuellen Stand der offiziellen Denkmaltopographie. Diese ist für Hessen in den entsprechenden Bänden der Denkmaltopographie Bundesrepublik Deutschland und im Internet unter DenkXweb – Kulturdenkmäler in Hessen einsehbar. Auch diese Quellen sind, obwohl sie durch das Landesamt für Denkmalpflege Hessen aktualisiert werden, nicht immer aktuell, da es im Denkmalbestand immer wieder Änderungen gibt.
Eine verbindliche Auskunft erteilt allein das Landesamt für Denkmalpflege Hessen.
Nutze diese Kartenansicht, um Koordinaten in der Liste zu setzen. In dieser Kartenansicht sind Kulturdenkmale ohne Koordinaten mit einem roten bzw. orangen Marker dargestellt und können in der Karte gesetzt werden. Kulturdenkmale ohne Bild sind mit einem blauen bzw. roten Marker gekennzeichnet, Kulturdenkmale mit Bild mit einem grünen bzw. orangen Marker.
| Bild            | Bezeichnung             | Lage                                                  | Beschreibung       | Bauzeit                                                     | Objekt-Nr. |
| --------------- | ----------------------- | ----------------------------------------------------- | ------------------ | ----------------------------------------------------------- | ---------- |
| Bild gesucht BW | Wegekreuz               | Dorfstraße LageFlur: 12, Flurstück: 11/1              |                    | 1841, bezeichnet.                                           | 37257 DDB  |
| Bild gesucht BW | Muttergottes            | Dorfstraße 7 LageFlur: 12, Flurstück: 21/2            | Muttergottes-Figur | Um 1900                                                     | 37256 DDB  |
| Bild gesucht BW | Katholische Kirche      | Hofbieberer Straße LageFlur: 13, Flurstück: 28/3      |                    | 1963/64 nach Plänen des Architekten Richard Möller, Neuhof. | 37259 DDB  |
| Bild gesucht BW | Hochkreuz               | Hofbieberer Straße LageFlur: 13, Flurstück: 11/3      |                    | 1854, bezeichnet.                                           | 37261 DDB  |
| Bild gesucht BW | Fachwerkhaus (Gasthaus) | Hofbieberer Straße 14 LageFlur: 13, Flurstück: 24/1   |                    | 1774                                                        | 37258 DDB  |
| Bild gesucht BW | Steinbrücke             | Fachwerkhaus (Gasthaus) LageFlur: 13, Flurstück: 32/1 |                    | Um 1850                                                     | 37262 DDB  |
| Bild gesucht BW | Wegekreuz               | Rhönstraße LageFlur: 15, Flurstück: 56/1              | Steinkruzifix      | 1859 (Inschrift)                                            | 37263 DDB  |
| Bild gesucht BW | Bildstock               | Rhönstraße LageFlur: 11, Flurstück: 9                 |                    | 1857, bezeichnet.                                           | 37266 DDB  |
| Bild gesucht BW | Mariengrotte            | Rhönstraße LageFlur: 15, Flurstück: 38/1              |                    | 1925, bezeichnet.                                           | 37264 DDB  |
| Bild gesucht BW | Fachwerkhaus            | Rhönstraße 2 LageFlur: 11, Flurstück: 13/1            |                    | Um 1800                                                     | 37265 DDB  |
| Bild gesucht BW | Muttergottes, Bildsäule | Rimmelser Straße 9 LageFlur: 15, Flurstück: 48        |                    | 1840, bezeichnet.                                           | 37268 DDB  |
| Bild gesucht BW | Hofreite                | Rimmelser Straße 10 LageFlur: 13, Flurstück: 17/1     |                    | Um 1800 (Kern)                                              | 37267 DDB  |